# Mészáros Alajos (politikus)
Mészáros Alajos (Pozsonypüspöki, 1952. június 18.) vegyészmérnök, egyetemi tanár, szlovákiai magyar politikus és 2009-től 2014-ig európai parlamenti (EP) képviselő.

## Életrajza
1952-ben született Pozsonypüspökiben, amely 1972 óta Pozsony egyik városi kerülete. 1970-ben a Pozsonyi Magyar Gimnáziumban érettségizett, majd a pozsonyi Szlovák Műszaki Egyetem Vegyészettudományi Karán tanult, ahol 1975-ben mérnöki diplomát szerzett. 1975 és 1994 között asszisztensként dolgozott az Automatizálási Tanszéken. 1983-ban megszerezte a műszaki tudomány kandidátusa, 1994-ben pedig a vegyészmérnöki és folyamatirányítási docens címet. 2003 és 2004 között a Budapesti Műszaki és Gazdaságtudományi Egyetemen tanított. 2005-ben egyetemi tanárnak nevezték ki. 2013-ban az Óbudai Egyetem tiszteletbeli doktora lett.

### Politikai pályafutása
1990-től 2006-ig helyhatósági (önkormányzati) képviselő, 1998 és 2006 között Pozsonypüspöki alpolgármestere volt. 2006-tól 2007-ig Szlovákia rendkívüli és meghatalmazott nagyköveteként dolgozott Stockholmban. A 2009-es választásokon az Európai Parlament képviselőjévé választották a Magyar Közösség Pártjának listájáról, ezt a tisztséget 2014-ig töltötte be.

## Művei
Publikációinak száma több, mint a 200 (ebből 140 angol nyelvű). Többek között tankönyvek, tudományos monográfiák, könyvfejezetek, tudományos cikkek és jegyzetek alkotója.